# Regjeringskvartalet
Regjeringskvartalet (Vladina četvrt) je skup više zgrada u centru glavnog grada Norveške Osla, nekoliko stambenih te ured Vlade Norveške. Kompleks je oko 300 m sjeveroistočno od zgrade parlamenta.  22. srpnja 2011. u četvrti Regjeringskvartalet eksplodirao je automobil bomba, u eksploziji je poginulo osam osoba, a 30 osoba je ozljeđeno.